# 阿夫伦兹兰德
阿夫伦兹兰德是奥地利施蒂利亚州穆尔河畔布鲁克县的一个市镇。总面积39平方公里，总人口1647人，人口密度42.2人/平方公里（2001年）。